# Ancohuma
Ancohuma ili Janq'u Uma (aymarski: janq'u  bijela, bijela voda), također izgovoreno Janq'uma, a ostali izgovori su Jankho Uma i Jankhouma; treća je najviša planina u Boliviji  (nakon Sajame i Illimanija). Smještena je u sjevernom dijelu Cordillere Real, dijelu Anda, istočno od jezera Titicace. Leži južno od nešto nižeg Illampua, u blizini grada Sorate.
Iako je viši od Illampua, Ancohuma je "nježniji" vrh, s manje lokalnog reljefa i uspon je nešto lakši. Vrhunac su prvi put osvojili 1919. godine Rudolf Dienst i Adolf Schulze. Njihova ruta, i dalje je najlakša. Vodi preko jugozapadne strane i ima ocjenu PD (nije baš teška). Ostale rute su na sjeverozapadnom grebenu i zapadnoj strani. Ovisno o željenoj ruti, planini se pristupa ili sa zapada ili sa sjeveroistoka; svaki pristup zahtijeva dva do tri dana od Sorata.